# Innervisions
Innervisions é o décimo sexto álbum de estúdio do músico norte-americano Stevie Wonder, lançado em 3 de agosto de 1973, pela Motown Records. 
Uma gravação marco de seu "período clássico",   as nove faixas de Innervisions abrange um vasto leque de temas e questões que vai a partir de abuso de drogas em "Too High", através da desigualdade e racismo sistemático em "Living for the City", o amor nas baladas em "All in Love Is Fair" e "Golden Lady" até a crítica mordaz sobre o então presidente Richard Nixon em "He's Misstra Know It All".
Assim como muitos outros álbuns de Stevie Wonder, as letras, composições e produção são totalmente realizadas por ele, com o sintetizador ARP utilizado de forma proeminente em todo o álbum. Este instrumento foi amplamente utilizado por músicos da época, devido à sua capacidade de construir, de forma completa, um ambiente sonoro. Wonder foi o primeiro artista da black music a experimentar esta tecnologia em uma escala maior, e "Innervisions" seria extremamente influente sobre o futuro da música soul comercial. Ele também tocou, virtualmente, todos os instrumentos em "Too High", "Living for the City", "Don't You Worry 'bout a Thing", "Higher Ground", "Jesus Children of America", e "He's Misstra Know-It-All", fazendo de Innervisions o representante de uma "banda de um homem só".
Com este álbum, Stevie Wonder ganhou dois prêmios Grammy em 1973 (Melhor Performance Vocal Pop Masculina e Melhor Álbum do Ano) e em 1974 (melhor canção de rhythm and blues por Living For The City).
Innervisions ficou quarto lugar na Billboard Pop Albums Chart e em primeiro no Billboard Black Albums Chart.
O álbum está na posição 24 na lista dos 500 Melhores Álbuns de Todos os Tempos feita pela revista Rolling Stone.
Como mais uma prova do status de clássico do álbum, Innervisions foi re-lançado no Reino Unido em 15 de Setembro de 2008, para coincidir com a aclamada turnê européia de Wonder em outono de 2008.

## Faixas
1. "Too High" - 4:36
2. "Visions" - 5:23
3. "Living In The City" - 7:22
4. "Golden Lady" - 4:40
5. "Higher Ground" - 3:42
6. "Jesus Children Of America" - 4:10
7. "All In Love Is Fair" - 3:41
8. "Don't Worry 'Bout A Thing - 4:44
9. "He's Misstra Know It All" - 5:35

## Créditos
- Stevie Wonder - voz, pianos acústicos e elétricos, sintetizador, harmônica, bateria
- Malcolm Cecil - baixo em "Visions"
- Dean Parks - guitarra acústica em "Visions"
- David "T" Walker - guitarra elétrica em "Visions"
- Clarence Bell - órgão em "Golden Lady"
- Ralph Hammer - guitarra acústica em  "Golden Lady"
- Larry "Nastyee" Latimer - congas em "Golden Lady"
- Scott Edwards - baixo em "All in Love Is Fair"
- Yusuf Roahman – shaker em "Don't You Worry 'bout a Thing"
- Sheila Wilkerson - bongos e percussão em "Don't You Worry 'bout a Thing"
- Willie Weeks - baixo em "He's Misstra Know-It-All"
- Lani Groves - coros em "Too High"
- Tasha Thomas - coros em "Too High"
- Jim Gilstrap - coros em "Too High"
- Minnie Riperton - coros em "Living for the City"
- Deniece Williams - coros em "Living for the City"
- Syreeta Wright - coros em "Living for the City"